# Loricaria tucumanensis
Loricaria tucumanensis är en fiskart som beskrevs av Isbrücker, 1979. Loricaria tucumanensis ingår i släktet Loricaria och familjen Loricariidae. Inga underarter finns listade i Catalogue of Life.